# ボクシング世界ウェルター級王者一覧
ボクシング世界ウェルター級王者一覧は、以下の団体の世界ウェルター級王座を獲得した人物を年代順にまとめた一覧表。なお、NYSACはニューヨーク州アスレチックコミッションの略称。
- 世界ボクシング協会（WBA）、1921年に全米ボクシング協会（NBA）として創設。
- 世界ボクシング評議会（WBC）、1963年にWBAと欧州、英連邦、中南米、東洋の地域団体との討議機関として創設。1968年にはWBAと完全に分裂。

| 名前                                | 国籍                                       | 在位期間                             | 認定団体 |
| ----------------------------------- | ------------------------------------------ | ------------------------------------ | -------- |
| パディー・ダフィー                  | アメリカ合衆国                             | 1888年10月30日 - 1890年7月19日(死去) | 世界     |
| ビリー・スミス                      | アメリカ合衆国                             | 1892年12月14日 - 1894年7月26日       | 世界     |
| トミー・ライアン                    | アメリカ合衆国                             | 1894年7月26日 - 1898年6月            | 世界     |
| ビリー・スミス(2期目)               | アメリカ合衆国                             | 1898年8月25日 - 1900年4月17日        | 世界     |
| マティ・マシューズ                  | アメリカ合衆国                             | 1900年4月17日 - 1900年6月5日         | 世界     |
| エディ・コノリー                    | アメリカ合衆国                             | 1900年6月5日 - 1900年8月13日         | 世界     |
| ルーベ・ファーンズ                  | アメリカ合衆国                             | 1900年8月13日 - 1900年10月16日       | 世界     |
| マティ・マシューズ(2期目)           | アメリカ合衆国                             | 1900年10月16日 - 1901年5月24日       | 世界     |
| ルーベ・ファーンズ(2期目)           | アメリカ合衆国                             | 1901年5月24日 - 1901年12月18日       | 世界     |
| バルバドス・ジョー・ウォルコット    | バルバドス                                 | 1901年12月18日 - 1904年4月29日       | 世界     |
| デキシー・キッド                    | アメリカ合衆国                             | 1904年4月29日 - 1905年               | 世界     |
| ハニー・メロディ                    | アメリカ合衆国                             | 1906年10月16日 - 1907年4月23日       | 世界     |
| フランク・マンテル                  | ドイツ帝国                                 | 1907年11月1日 - 1908年1月23日        | 世界     |
| ハリー・ルイス                      | アメリカ合衆国                             | 1908年1月23日 - 1911年               | 世界     |
| ワルデマール・ホルベルグ            | デンマーク                                 | 1914年1月1日 - 1914年1月24日         | 世界     |
| トム・マコーミック                  | グレートブリテンおよびアイルランド連合王国 | 1914年1月24日 - 1914年3月21日        | 世界     |
| マット・ウェルズ                    | グレートブリテンおよびアイルランド連合王国 | 1914年3月21日 - 1915年6月1日         | 世界     |
| マイク・グローバー                  | アメリカ合衆国                             | 1915年6月1日 - 1915年6月22日         | 世界     |
| ジャック・ブリットン                | アメリカ合衆国                             | 1915年6月22日 - 1915年8月31日        | 世界     |
| テッド・キッド・ルイス              | グレートブリテンおよびアイルランド連合王国 | 1915年8月31日 - 1916年4月24日        | 世界     |
| ジャック・ブリットン(2期目)         | アメリカ合衆国                             | 1916年4月24日 - 1917年6月25日        | 世界     |
| テッド・キッド・ルイス(2期目)       | グレートブリテンおよびアイルランド連合王国 | 1917年6月25日 - 1919年3月17日        | 世界     |
| ジャック・ブリットン(3期目)         | アメリカ合衆国                             | 1919年3月17日 - 1922年11月1日        | 世界     |
| ミッキー・ウォーカー                | アメリカ合衆国                             | 1922年11月1日 - 1926年5月20日        | 世界     |
| ピート・ラッツォ                    | アメリカ合衆国                             | 1926年5月20日 - 1927年6月3日         | 世界     |
| ジョー・ダンディー                  | アメリカ合衆国                             | 1927年6月3日 - 1927年11月18日(剥奪)  | 世界     |
| ジャッキー・フィールズ              | アメリカ合衆国                             | 1929年3月25日 - 1930年5月9日         | 世界     |
| ヤング・ジャック・トンプソン        | アメリカ合衆国                             | 1930年5月9日 - 1930年9月5日          | 世界     |
| トミー・フリーマン                  | アメリカ合衆国                             | 1930年9月5日 - 1931年4月14日         | 世界     |
| ヤング・ジャック・トンプソン(2期目) | アメリカ合衆国                             | 1931年4月14日 - 1931年10月23日       | 世界     |
| ルー・ブロイラード                  | カナダ                                     | 1931年10月23日 - 1932年1月28日       | 世界     |
| ジャッキー・フィールズ(2期目)       | アメリカ合衆国                             | 1932年1月28日 - 1933年2月22日        | 世界     |
| ヤング・コーベット3世               | アメリカ合衆国                             | 1933年2月22日 - 1933年5月29日        | 世界     |
| ジミー・マクラーニン                | カナダ                                     | 1933年5月29日 - 1934年5月28日        | 世界     |
| バーニー・ロス                      | アメリカ合衆国                             | 1934年5月28日 - 1934年9月17日        | 世界     |
| ジミー・マクラーニン(2期目)         | カナダ                                     | 1934年9月17日 - 1935年5月28日        | 世界     |
| バーニー・ロス(2期目)               | アメリカ合衆国                             | 1935年5月28日 - 1938年5月31日        | 世界     |
| ヘンリー・アームストロング          | アメリカ合衆国                             | 1938年5月31日 - 1940年10月4日        | 世界     |
| フリジー・ジビック                  | アメリカ合衆国                             | 1940年10月4日 - 1941年7月29日        | 世界     |
| フレディ・コクラン                  | アメリカ合衆国                             | 1941年7月29日 - 1946年2月1日         | 世界     |
| マーティ・サーボ                    | アメリカ合衆国                             | 1946年2月1日 - 1946年9月25日(返上)   | 世界     |
| シュガー・レイ・ロビンソン          | アメリカ合衆国                             | 1946年12月20日 - 1951年2月(返上)     | 世界     |
| ジョニー・ブラットン                | アメリカ合衆国                             | 1951年3月14日 - 1951年5月18日        | 世界     |
| キッド・ギャビラン                  | キューバ                                   | 1951年5月18日 - 1954年10月20日       | 世界     |
| ジョニー・サクストン                | アメリカ合衆国                             | 1954年10月20日 - 1955年4月1日        | 世界     |
| トニー・デマルコ                    | アメリカ合衆国                             | 1955年4月1日 - 1955年6月10日         | 世界     |
| カーメン・バシリオ                  | アメリカ合衆国                             | 1955年6月10日 - 1956年3月14日        | 世界     |
| ジョニー・サクストン(2期目)         | アメリカ合衆国                             | 1956年3月14日 - 1956年9月12日        | 世界     |
| カーメン・バシリオ(2期目)           | アメリカ合衆国                             | 1956年9月12日 - 1957年9月23日(返上)  | 世界     |
| バージル・エーキンス                | アメリカ合衆国                             | 1958年6月6日 - 1958年12月5日         | 世界     |
| ドン・ジョーダン                    | アメリカ合衆国                             | 1958年12月5日 - 1960年5月27日        | 世界     |
| ベニー・パレット                    | キューバ                                   | 1960年5月27日 - 1961年4月1日         | 世界     |
| エミール・グリフィス                | アメリカ領ヴァージン諸島                   | 1961年4月1日 - 1961年9月30日         | 世界     |
| ベニー・パレット                    | キューバ                                   | 1961年9月30日 - 1962年3月24日        | 世界     |